# 樟木管巢蛛
樟木管巢蛛（学名：Clubiona zhangmuensis）为管巢蛛科管巢蛛属的动物。在中国大陆，分布于西藏等地。该物种的模式产地在西藏。
2007年文章介绍河北大学生命科学学院的研究员发现了雄性的樟木管巢蛛，以前的论文只介绍了雌性个体。